# Антологія міста-привида
«Антологія міста-привида» (фр. Répertoire des villes disparues) — канадський фентезійний фільм-драма 2019 року, поставлений режисером Дені Коте за власним сценарієм. Світова прем'єра відбулася 11 лютого 2019 року на 69-му Берлінському міжнародному кінофестивалі, де фільм брав участь в основній конкурсній програмі у змаганні за «Золотого ведмедя».

## Сюжет
У Ірені-ле-Нейґз, невеликому, ізольованому містечку з населенням 215 чоловік у Квебеку, в результаті дивної автокатастрофи гине Саймон Дюбе. Ніхто не може засвідчити, як сталася аварія. Шоковані люди не сміють говорити занадто багато про обставини трагедії. Вони воліють це забути. Відтоді для родини Дюбе, міського голови Сімоне Смолвуд і декількох інших, час, здається, втрачає будь-який сенс, і дні тягнуться безкінечно. Щось повільно спускається на регіон. У цей період жалоби і в цьому тумані починають з'являтися чужі. Хто вони, і що відбувається?

## У ролях
| • Роберт Нейлор     | … | Джиммі Дюбе́    |
| • Жозі Дешен        | … | Жизель Дюбе    |
| • Жан-Мішель Анктіл | … | Ромуальд Дюбе  |
| • Ларисса Корривуа  | … | Адель          |
| • Ремі Ґуле         | … | Андре          |
| • Діана Лавалі      | … | Сімоне Смолвуд |
| • Г'юберт Проулкс   | … | П'єр           |
| • Рейчел Ґратон     | … | Камілла        |
| • Норманд Кар'єр    | … | Річард         |
| • Жослін Зукко      | … | Луїза          |

## Знімальна група
- Автор сценарію — Дені Коте
- Режисер-постановник — Дені Коте
- Продюсер — Зіад Тума́
- Оператор — Франсуа Мессьє-Рео
- Монтаж — Ніколас Рой
- Художник-постановник — Марі-П'єр Фортьє
- Художник-костюмер — Каролін Бодсон
- Артдиректор — Марі-П'єр Фортьє

## Нагороди та номінації
| Список нагород та номінацій                | Список нагород та номінацій | Список нагород та номінацій | Список нагород та номінацій | Список нагород та номінацій | Список нагород та номінацій |
| Кінофестиваль/Кінопремія                   | Рік                         | Категорія                   | Номінант(и)                 | Результат                   | Дж                          |
| ------------------------------------------ | --------------------------- | --------------------------- | --------------------------- | --------------------------- | --------------------------- |
| 69-й Берлінський міжнародний кінофестиваль | лютий 2019                  | Золотий ведмідь             | Антологія міста-привида     | Номінація                   | [ 2 ]                       |